# Казе Муци (Терамо)
Казе Муци (итал. Case Muzi) је насеље у Италији у округу Терамо, региону Абруцо.
Према процени из 2011. у насељу је живело 12 становника. Насеље се налази на надморској висини од 36 м.